# IC 2157
IC 2157 — галактика типу III2p () у сузір'ї Близнята.
Цей об'єкт міститься в оригінальній редакції індексного каталогу.